# Shi Jun
Shi Jun (* Dalian, Xina, 9 d'octubre de 1982), és un futbolista xinès. Juga de davanter i el seu primer equip va ser Dalian Shide.

## Internacional
Ha estat internacional amb la Selecció de futbol de la Xina, va jugar 4 partits internacionals.